# Gerd Nettekoven

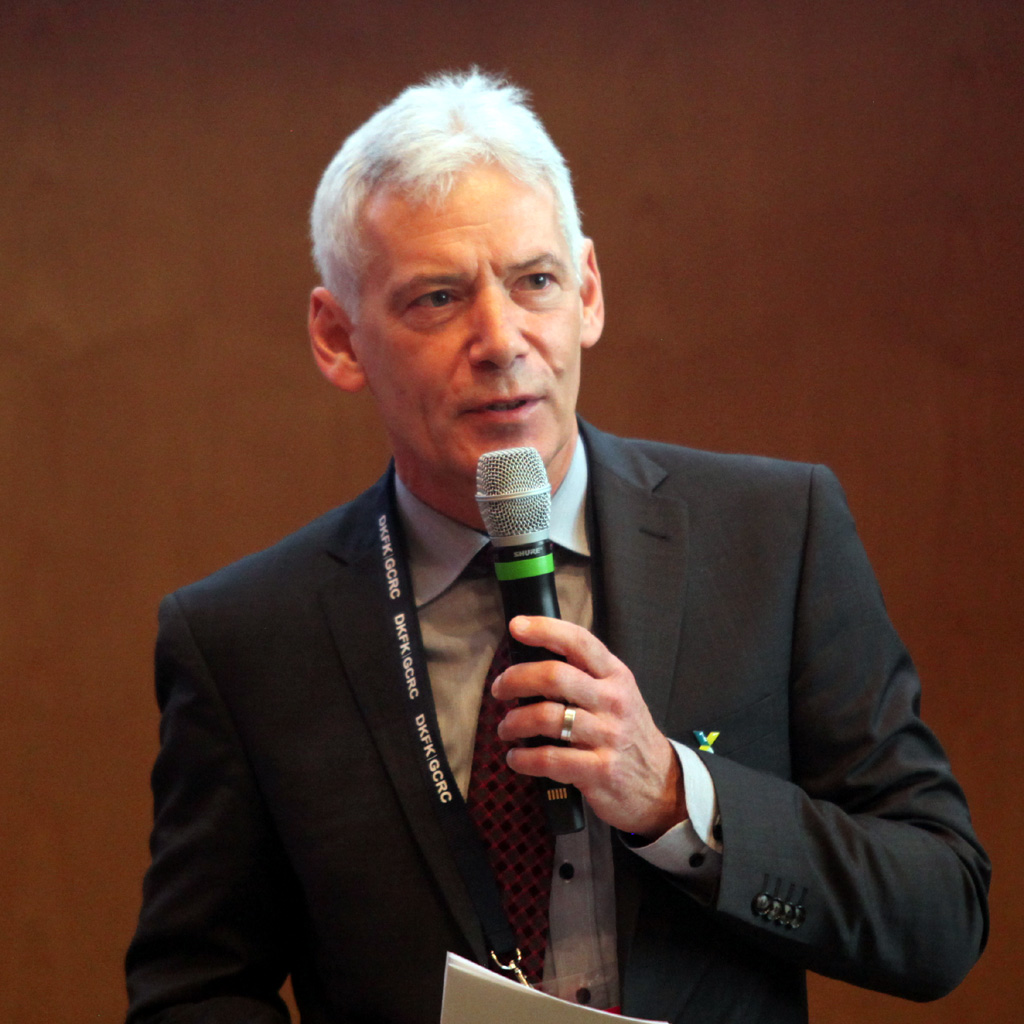
Gerd Nettekoven (2019) bei der Eröffnung des 1. Deutschen Krebsforschungskongress in Heidelberg

Gerd Nettekoven (* 26. Februar 1956 in Bad Godesberg, heute ein Stadtbezirk von Bonn) ist ein deutscher Medizinfunktionär. Von 2015 bis 2024 war er Vorsitzender des Vorstands der Stiftung Deutsche Krebshilfe.

## Berufsweg
Nettekoven absolvierte von 1974 bis 1976 eine Ausbildung zum Industriekaufmann. 1978 wurde er kaufmännischer Angestellter bei der Deutschen Krebshilfe. 1982 übernahm er dort die Leitung der Abteilung „Förderung“, seit 1991 war er zusätzlich stellvertretender Geschäftsführer der Deutschen Krebshilfe und seit 1993 zusätzlich Geschäftsführer der „Dr. Mildred Scheel Akademie für Forschung und Bildung“, einer Tochtergesellschaft der Deutschen Krebshilfe. Seit dem Jahre 2000 hatte Nettekoven die Position eines Geschäftsführers der Deutschen Krebshilfe für die Bereiche „Förderung“ und „Öffentlichkeitsarbeit“ inne. Seit 2007 war Nettekoven Hauptgeschäftsführer der Deutschen Krebshilfe, von 2015 bis 2024 war er Vorsitzender des Vorstands. Er war in den siebziger Jahren kurz nach der Gründung der Krebshilfe in der Bundeshauptstadt Bonn durch Mildred Scheel von ihr persönlich eingestellt worden und war seitdem Mitarbeiter der Hilfsorganisation. Nettekoven lebt in Bonn.

## Ehrungen
Auf dem 65. Kongress der Deutschen Gesellschaft für Urologie wurde Nettekoven 2013 als „Förderer der urologischen Wissenschaft“ ausgezeichnet. 2016 erhielt Nettekoven „in Anerkennung seiner bisherigen Lebensleistung“ die Johann-Georg-Zimmermann-Medaille, eine „der höchsten Auszeichnungen für Verdienste in der Krebsforschung in Deutschland“. Er habe sich im Aufbau der DKH-Organisationsstruktur und Spendenakquise/-verteilung zur Optimierung von Krebsbehandlung, -diagnostik und -grundlagenforschung bundesweit verdient gemacht.